# Mogami (1934)
Mogami (jap. 最上) – japoński krążownik z okresu II wojny światowej, pierwsza z czterech jednostek typu Mogami. Zbudowany jako krążownik lekki, w 1939 przebudowany na krążownik ciężki.

## Historia
Stępkę pod "Mogami" położono w październiku 1931 w stoczni Marynarki Wojennej w Kure. Wodowanie okrętu miało miejsce w marcu 1934, a oddanie do służby w lipcu 1935. Okręt projektowano w zgodzie z postanowieniami Traktatu Waszyngtońskiego, który ograniczał wyporność budowanych okrętów. Aby zmniejszyć wyporność okrętu w konstrukcji nadbudówki zastosowano aluminium a do łączenia niektórych części kadłuba wykorzystano spawanie zamiast nitowania. W 1939 zamiast 5 wież z 15 działami kaliber 155 mm zamontowano 5 wież z 10 działami kaliber 203 mm.
28 lutego 1942 roku, podczas bitwy w Cieśninie Sundajskiej "Mogami" wystrzelił salwę sześciu torped do USS "Houston" (CA-30), torpedy nie trafiły jednak w amerykański ciężki krążownik, zatopiły za to pięć japońskich jednostek, w tym jednostkę flagową dowodzącego japońskim lądowaniem generała Hitoshi Imamury. Ten niefortunny atak "Mogami", został uznany w literaturze za "najbardziej efektywny atak torpedowy w historii".
W czerwcu 1942 wraz z bliźniaczą jednostką "Mikuma" wziął udział w bitwie pod Midway. Przy wykonywaniu zwrotu uderzył dziobnicą w burtę krążownika "Mikuma". Z oderwanym dziobem i uszkodzony atakiem bombowym lotnictwa pokładowego amerykańskich lotniskowców uszedł z pola bitwy.

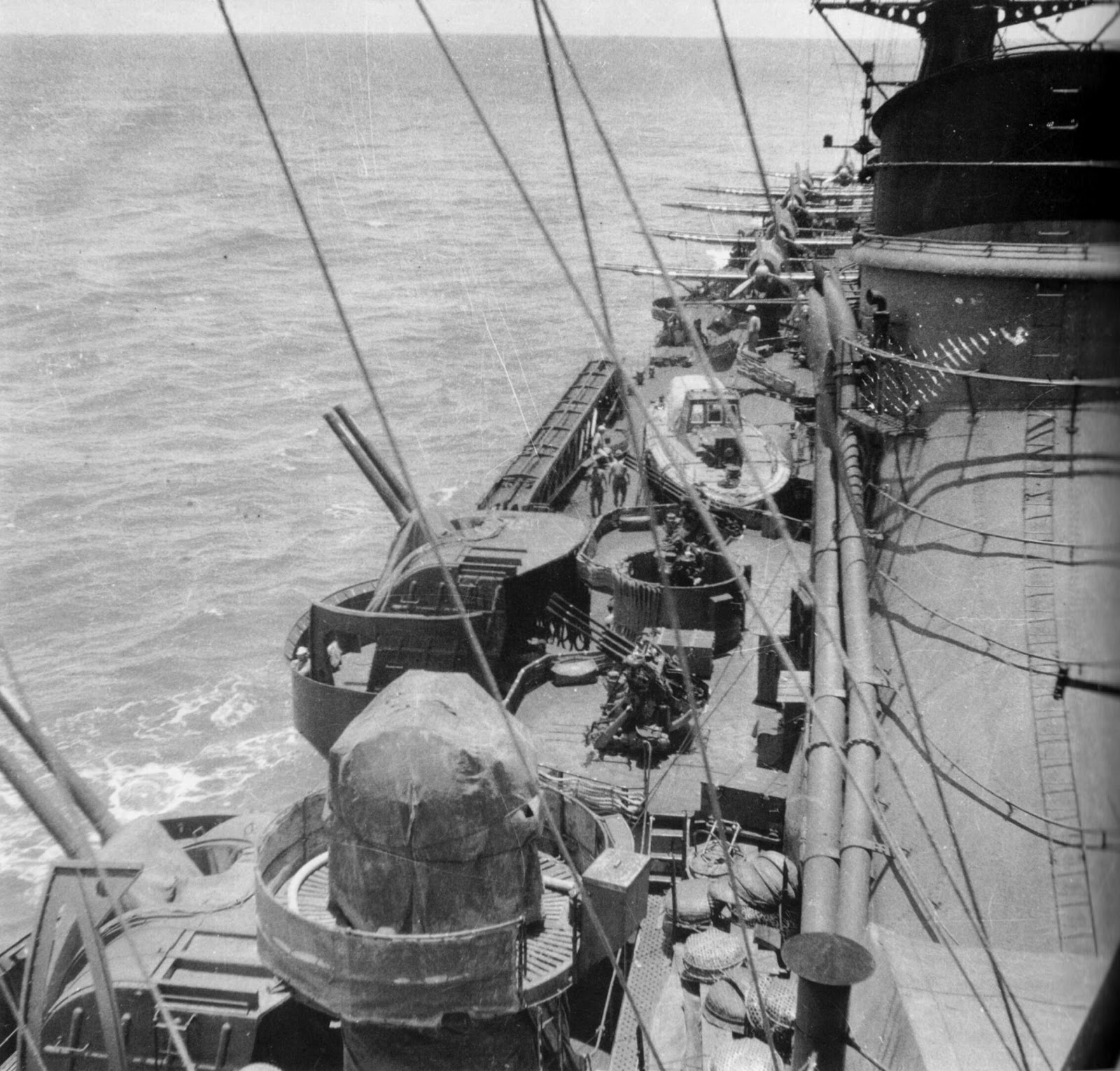
Po dodaniu pokładu lotniczego

Po powrocie do Japonii został poddany gruntownej przebudowie na krążownik lotniczy. Usunięto dwie rufowe wieże artylerii głównej, na miejsce których zamontowano pokład lotniczy dla 11 samolotów. Podobnej przebudowie poddano pancernik "Ise" i jego siostrzaną jednostkę "Hyūga".
W październiku 1944 "Mogami" wziął udział w bitwie o Leyte. Podczas bitwy został ciężko uszkodzony przez samoloty i okręty amerykańskie, a następnie dobity przez japoński niszczyciel "Akebono".